# Epimenia ohshimai
Epimenia ohshimai is een Solenogastressoort uit de familie van de Epimeniidae. De wetenschappelijke naam van de soort is voor het eerst geldig gepubliceerd in 1940 door Baba.